# Дома 1164 км
Дома́ 1164 км (рос. Дома 1164 км, удм. Дома 1164 км) — сільський населений пункт без офіційного статусу у складі Камбарського району Удмуртії, Росія.
Населення — 67 осіб (2010; 0 у 2002).